# Achroia
Achroia é um gênero de mariposa pertencente à família Pyralidae.